# Claude Monet à Belle-Île
Le séjour à Belle-Île que fait Claude Monet en 1886, est particulièrement prolifique. Il se déroule sur dix semaines et près de quarante toiles en sont issues. Les toiles sont pour la plupart acquises rapidement par les galeristes parisiens. Monet voit sa notoriété consolidée en tant que maître de l'impressionnisme.

## Contexte
Durant l’été 1886, Auguste Renoir, très lié à Monet, séjourne en Bretagne, à Saint-Briac. Il lui vante le charme du village et la couleur intense de la mer. Il invite Monet à le rejoindre. Celui-ci est toutefois préoccupé par la santé d’Alice qui doit se reposer en cure. Il doit aussi retoucher des tableaux afin de les confier au galeriste Paul Durand-Ruel, son plus fidèle soutien avec qui les rapports se tendent. Le marché américain s’ouvre aux impressionnistes, les opportunités de vente s’y multiplient, et Durand-Ruel, qui prévoit de s’implanter à New York, après le succès en avril de l’exposition Works in Oil and Pastel by the Impressionists of Paris, cherche des tableaux à présenter. Monet n'est pas du tout convaincu par sa stratégie. D’autres galeristes comme Georges Petit qui l’expose depuis 1885, s’intéressent à sa peinture.
Monet décide de partir pour la Bretagne mais il choisit Belle-Île. Il séjourne d’abord au Palais le 12 septembre, puis s’installe rapidement à Kervilahouen, plus proche de la côte Sauvage. Il y a en effet repéré différents points de vue spectaculaires qui l’enthousiasment. Il prévoit d’y rester quelques jours, mais finalement c’est plus de deux mois qu’il y séjourne, saisi par les rochers spectaculaires et la variété des tons offerts par les caprices du temps automnal.

## Sujets
Le peintre représente essentiellement des vues de Port-Goulphar, de Port-Domois et de Port-Coton, mettant en valeur des rochers aux formes caractéristiques comme les Aiguilles, le rocher du Lion ou la Roche Guibel, dans différentes conditions météorologiques.
Les jours où le temps est trop difficile à affronter, il peint de sa fenêtre ou choisit de faire un portrait du matelot qu'il a engagé comme porteur.

## Rencontres
Peu de temps après son arrivée, il fait la connaissance de John Peter Russell, un peintre australien qui vit dans l'île en famille. Celui-ci est conquis par la technique de Monet et s'en inspire ensuite.
Le journaliste Gustave Geoffroy est rencontré sur place par hasard. Il effectue une enquête sur la vie de Blanqui lorsqu'il a été incarcéré dans l'île. Il connaît très bien la peinture de Monet. Il lui a déjà consacré un article élogieux, sans le connaître, dans La Justice, le journal de Clemenceau . Il deviendra un de ses amis. Ils séjourneront ensemble dans la vallée de la Creuse, une région qui inspirera aussi le peintre, trois ans plus tard.
Hippolyte Guillaume, dit Poly, un matelot que lui recommande Russell et qu'il engage pour l'aider à porter son matériel, lui est très sympathique. Monet en fait le portrait et évoque sa ressemblance avec le Père Paul.
Octave Mirbeau, un de ses admirateurs, vient le voir en famille. Monet confie à Alice être plus perturbé qu'incité à travailler dans ce contexte, mais Mirbeau est un critique très écouté et Monet lui est reconnaissant de son soutien.

## Parcours des œuvres
Durand-Ruel fait des demandes pressantes pour avoir les premières œuvres faites sur place. Monet louvoie et préfère gagner du temps en lui indiquant qu'aucune n'est terminée. Il les retravaille chez lui à Giverny et finit par lui en faire parvenir. Mais il refuse la première proposition d'acquisition de Durand-Ruel. Georges Petit est plus intéressant et, surtout, Boussot Valadon et Cie, chez qui Théo Van Gogh travaille à Paris, se met sur les rangs. Les trois galeristes doivent composer avec un Monet désormais en position de force après les nombreuses années de difficultés financières.
Sur la quarantaine de tableaux réalisés, la moitié est, un siècle plus tard, dans des collections accessibles au public, notamment aux États-Unis, en France et au Japon.

## Ouvrages
- Denise Delouche, Monet à Belle-Île, 2010, Palantines Éditions,  (ISBN 2356780416)
- Béatrice Riou (illustrations de Julien Thomas) Claude Monet à Belle-Île-en-Mer, Face à face avec l'océan, 2021, Éditions Skol Vreizh,  (ISBN 2367581304)

## Galerie

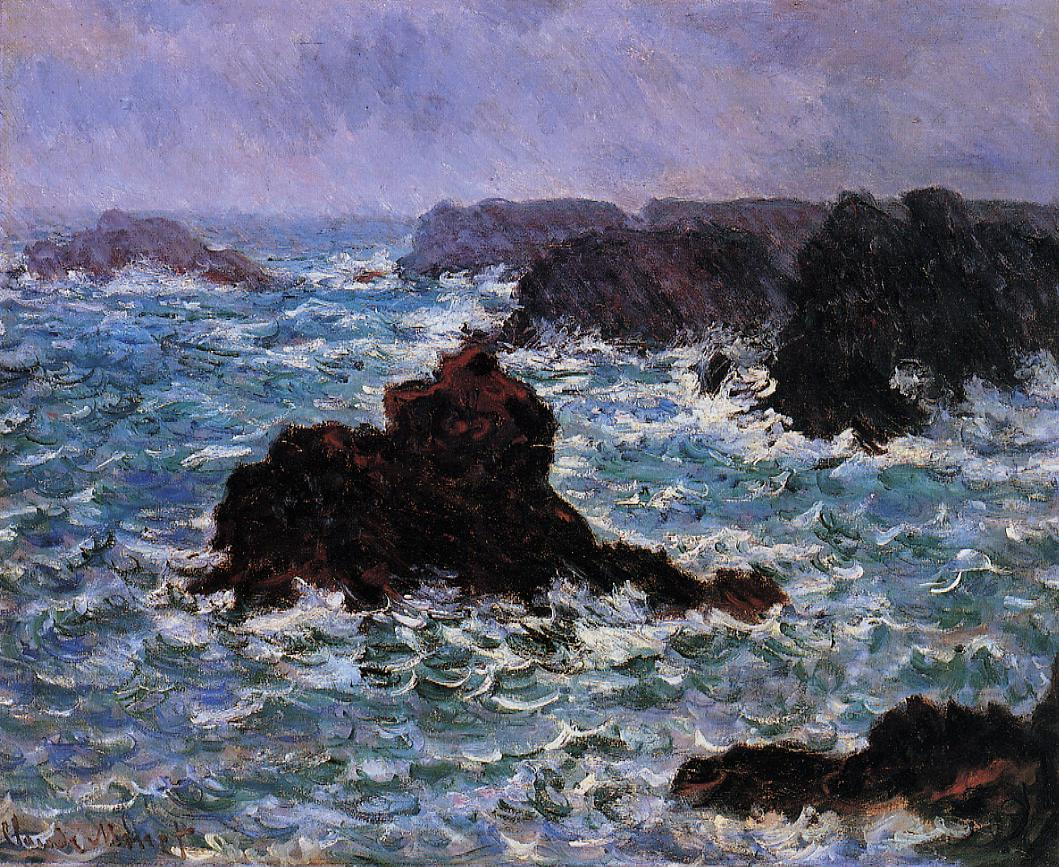
Belle-Île, effet de pluie, au musée Artizon

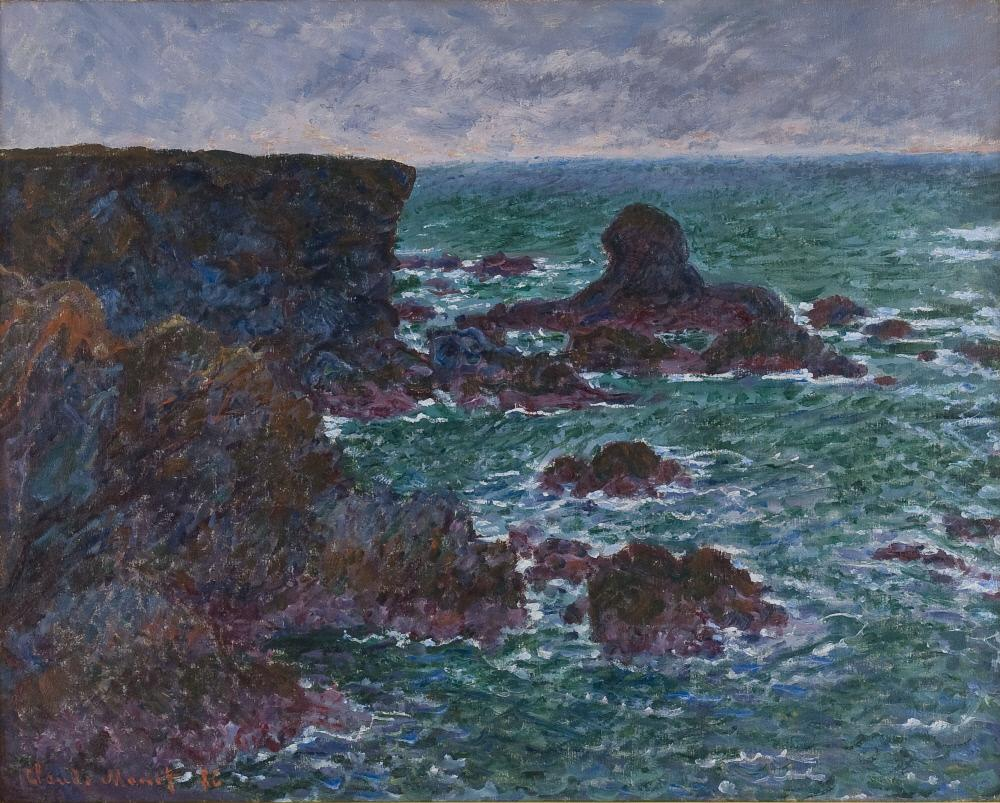
Côte rocheuse, rocher du Lion, Belle-Île, au Des Moines Art Center.

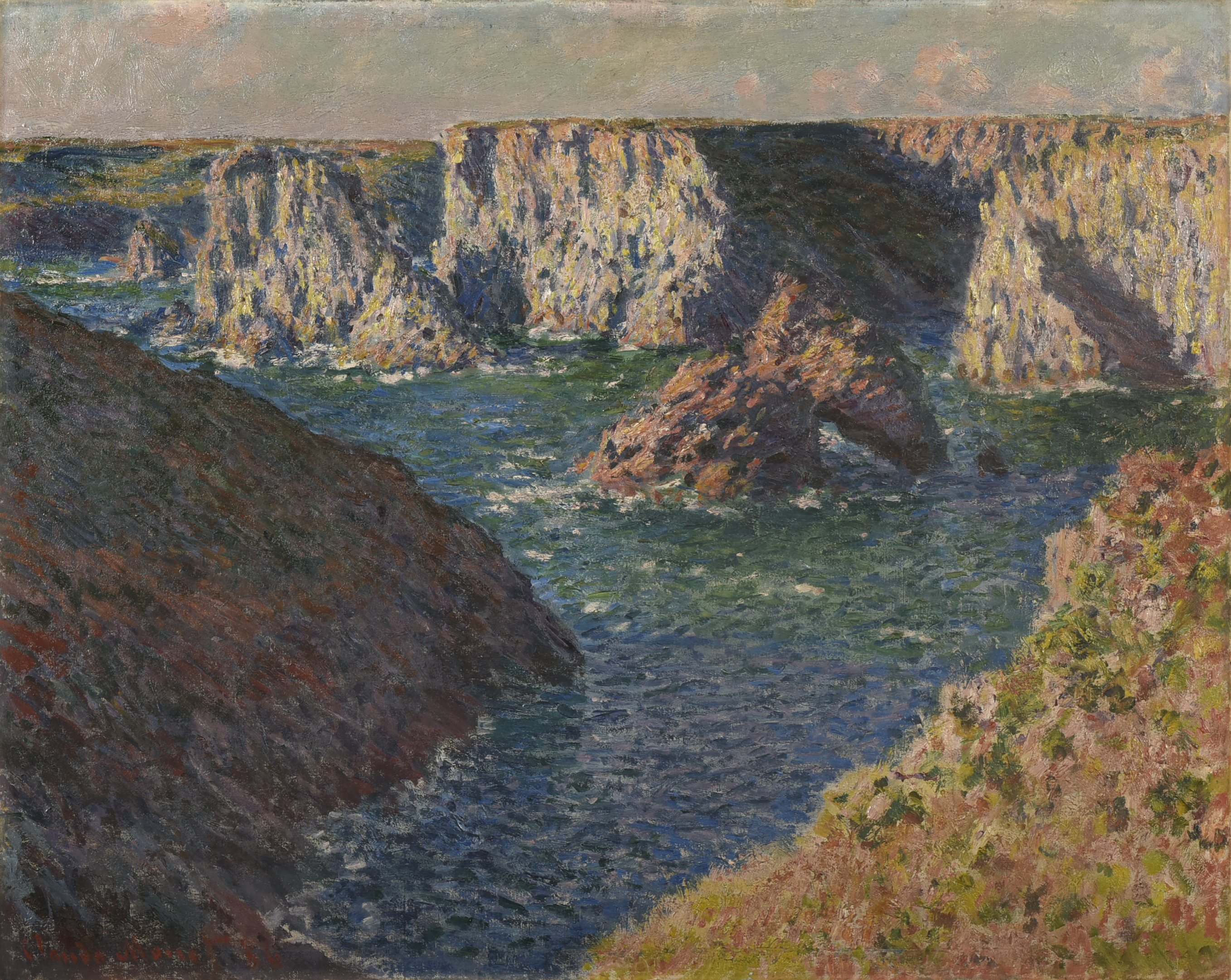
Les Rochers de Belle-Île, au musée des Beaux-Arts de Reims

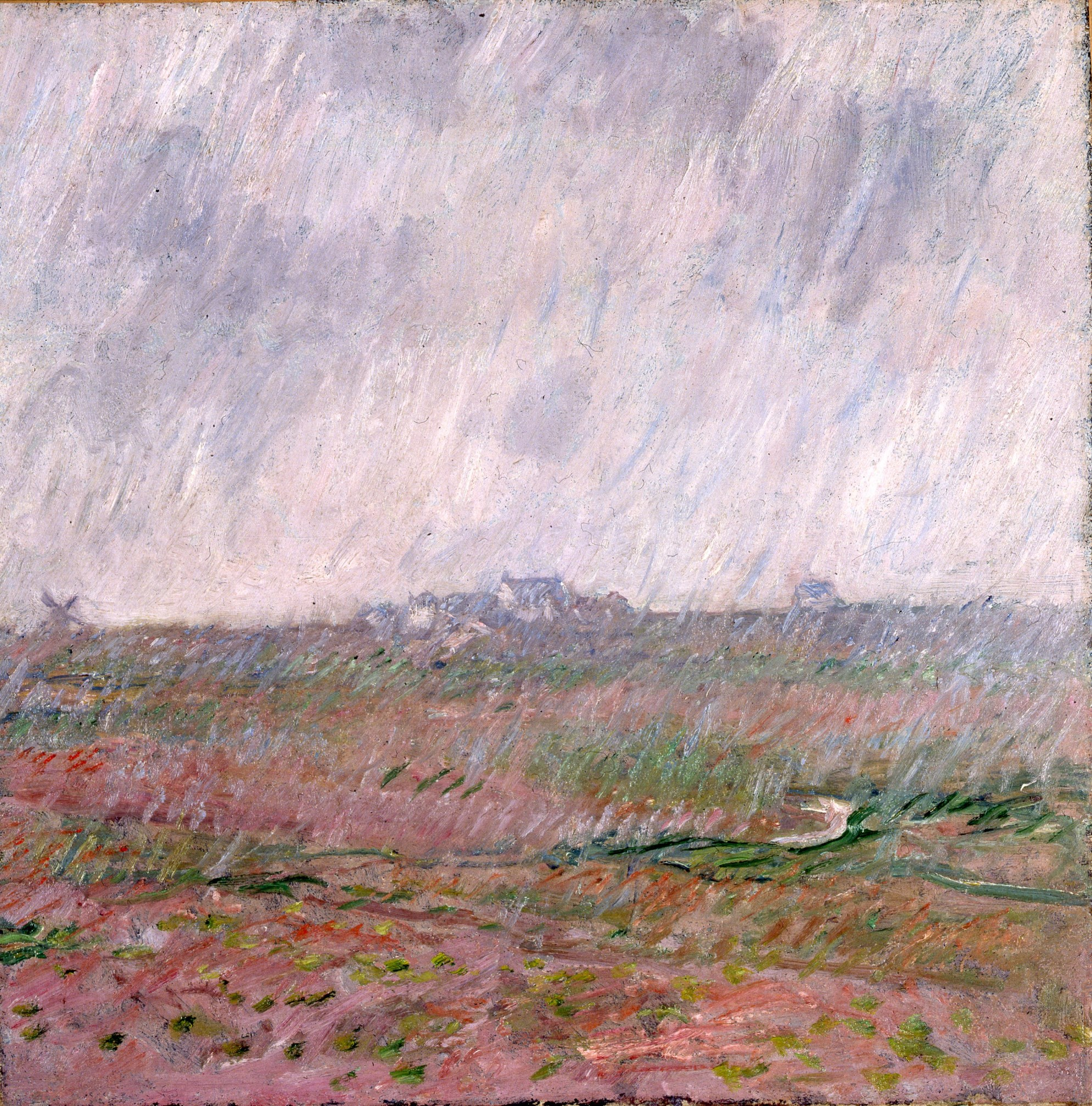
Pluie à Belle-Île, au musée des Beaux-Arts de Morlaix

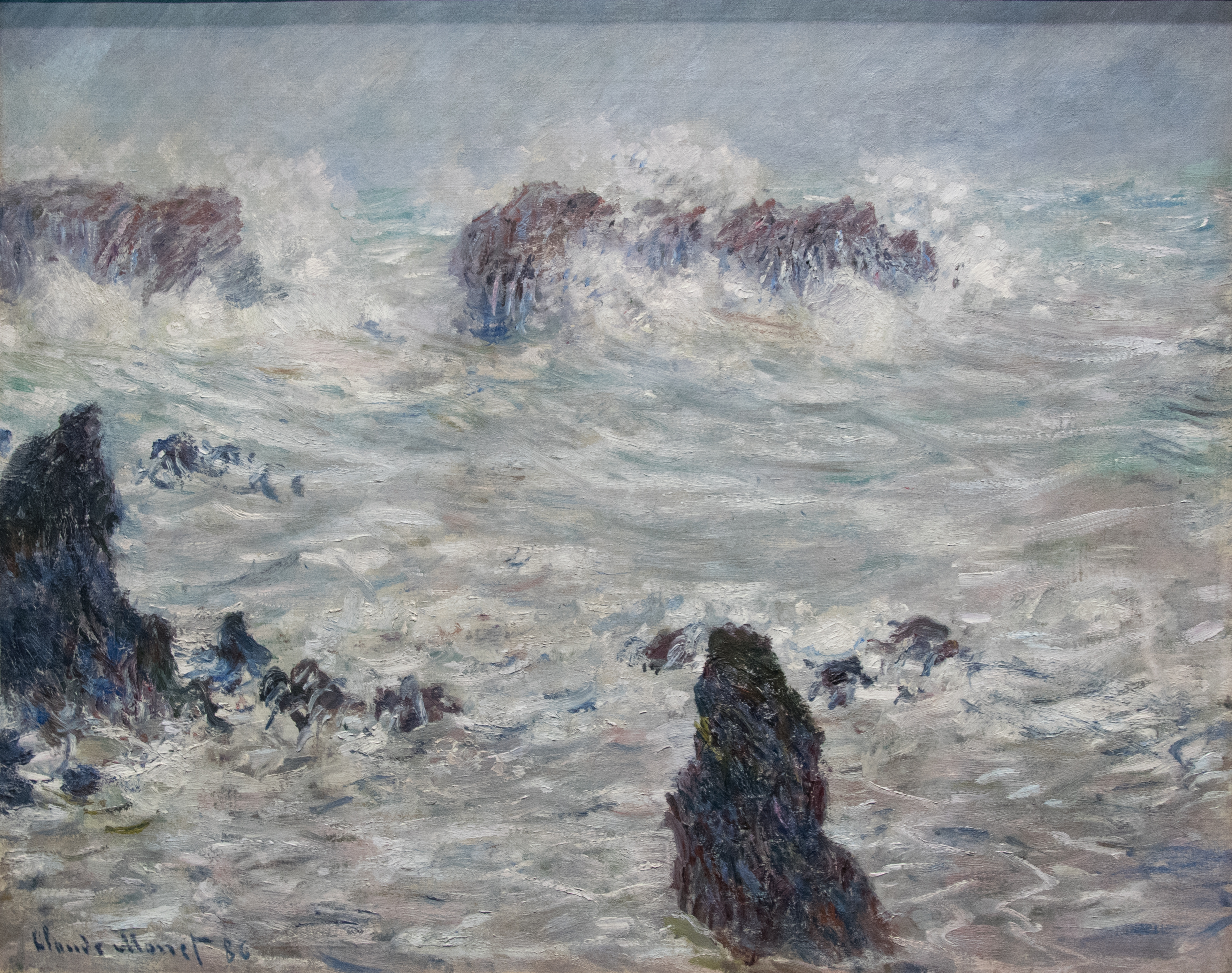
Tempête, côtes de Belle-Île, au musée d'Orsay

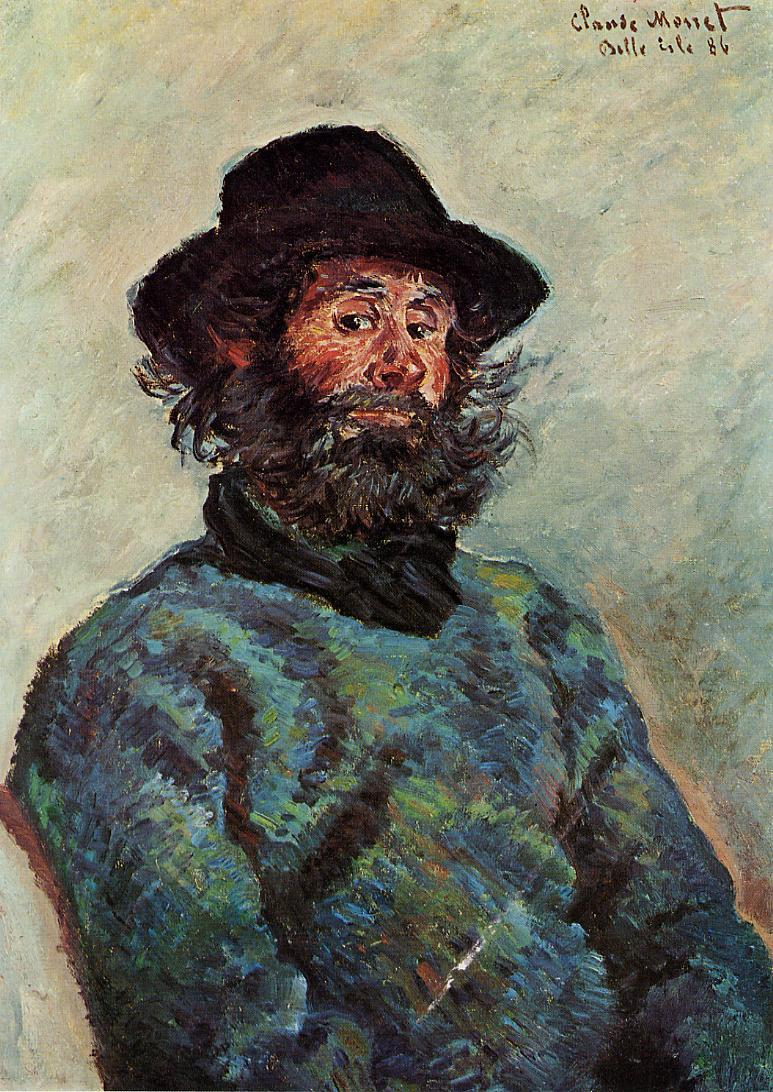
Poly au musée Marmottan-Monet